# آموریو

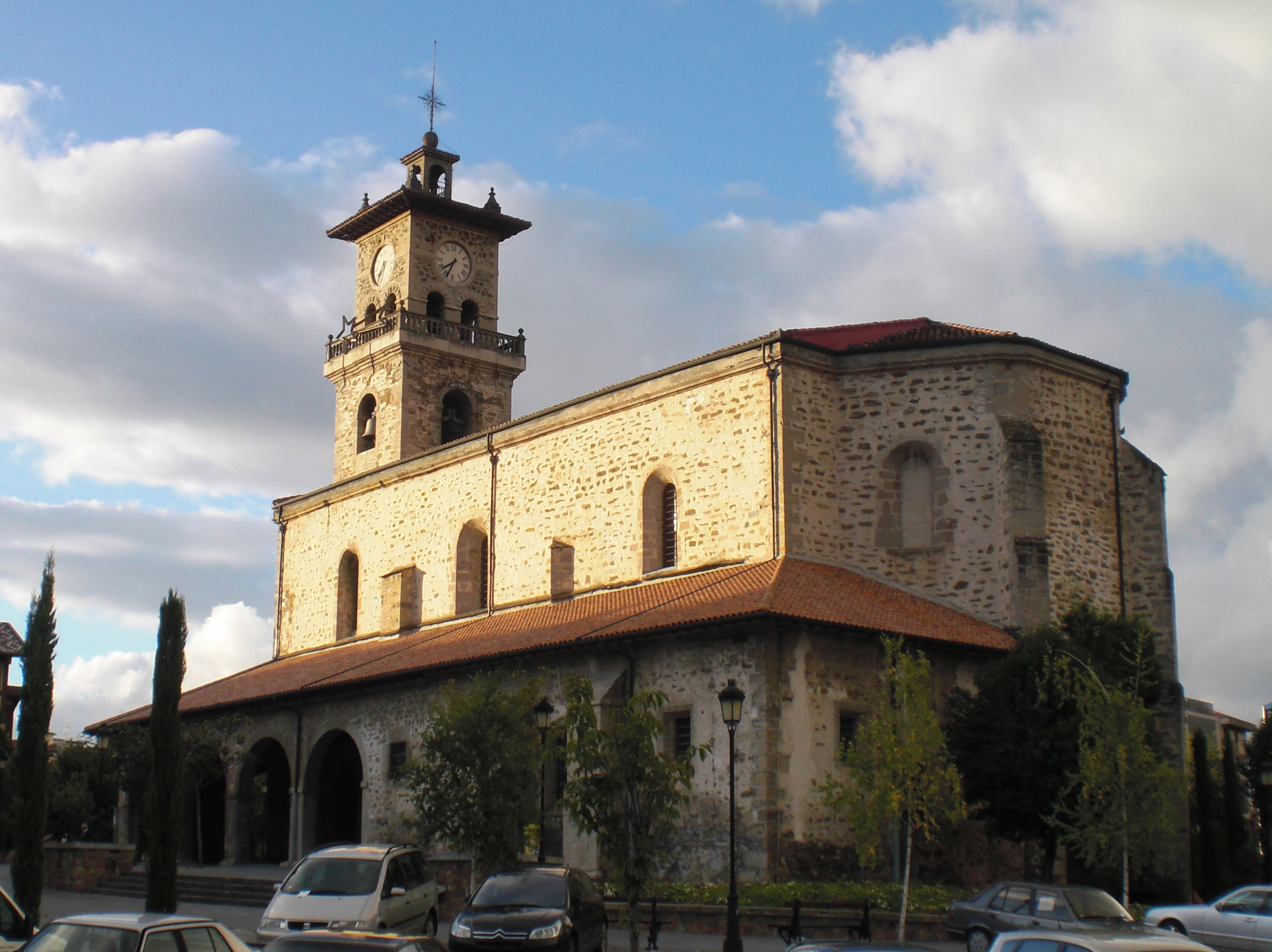

آموریو دهستانی در استان آلابای اسپانیا است.
در این دهستان ۹۶۳۲ نفر زندگی می‌کنند. مساحت این دهستان ۹۶ کیلومتر مربع است.